# Dimos Kythnos
Dimos Kythnos (Kythnos) är en kommun i Grekland.   Den ligger i prefekturen Kykladerna och regionen Sydegeiska öarna, i den sydöstra delen av landet, 90 km sydost om huvudstaden Aten. Antalet invånare är 1 538. Dimos Kythnos ligger på ön Nísos Kýthnos.